# Culleredo
Culleredo (antiguamente conocido como Alvedro 1836-1864) es un municipio español, perteneciente a la provincia de La Coruña, en la comunidad autónoma de Galicia. Forma parte del área metropolitana de La Coruña.

## Geografía
Integrado en la comarca de La Coruña, en el extremo sur de la ría del Burgo, se encuentra a doce kilómetros de la capital provincial. Limita al norte con el océano Atlántico a través de la ría del Burgo, y con el municipio de La Coruña; al este con Oleiros, Cambre y Carral; al sur, con Cerceda y al oeste, con La Coruña, Arteijo y Laracha.
El término municipal está atravesado por la autovía del Noroeste A-6 entre los pK 584 y 589, además de por la autovía de acceso a La Coruña AC-14, que une la A-6 con La Coruña, por las carreteras AC-400 y AC-523, que permiten la comunicación con Cerceda, y por la carretera N-550 en el tramo entre La Coruña y Carral.
El relieve del municipio está fuertemente marcado por la ría del Burgo, en la desembocadura del río Mero, y por la sierra que cierra el municipio al sur, que incluye el monte do Castro (436 m) y los montes do Xalo (514 m), aunque el monte da Zapateira (236 m), situado al noroeste, también marca un contraste geográfico. Una sucesión de arroyos salpican el pueblo y vierten sus aguas en los ríos principales, el río Mero y el río Valiñas, afluente del anterior. El aeropuerto de La Coruña se ubica en el territorio municipal. La altitud oscila entre los 515 m (Montes do Xalo) y el nivel del mar en la ría del Burgo. El pueblo se alza a 80 m sobre el nivel del mar. 
| Noroeste: La Coruña | Norte: La Coruña, Ría del Burgo y Oleiros | Noreste: Oleiros y Cambre (exclave) |
| Oeste: Arteijo      |                                           | Este: Cambre                        |
| Suroeste: Laracha   | Sur: Cerceda y Carral                     | Sureste: Carral                     |

Él mismo y a partir de él se van sucediendo valles y pequeñas colinas hasta el nivel del mar en la ría de El Burgo. Los valles están surcados por los ríos Valiñas y Trabe, los dos pertenecientes a la cuenca del río Mero que desemboca en la ría del Burgo.
Climáticamente se encuentra en el mismo clima que el resto de Galicia, de tipo oceánico europeo, con temperaturas suaves y gran cantidad de precipitaciones.

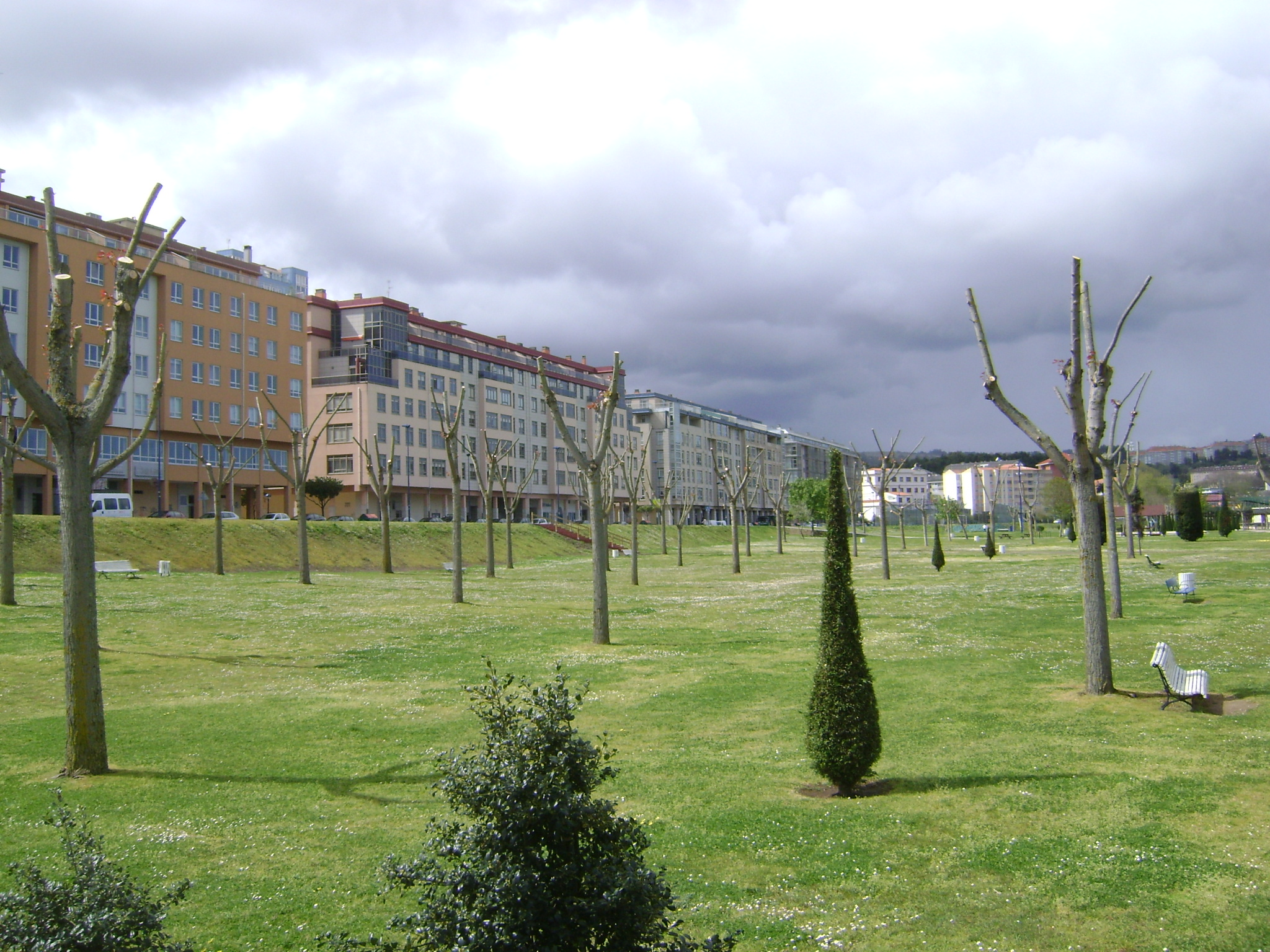
El Burgo

### Clima
De acuerdo con la clasificación climática de Koppen, el clima de Culleredo es oceánico mediterráneo (Csb), dándose el clima oceánico (Cfb) únicamente en alguna pequeña zona en el sur del municipio.
| Parámetros climáticos promedio de Observatorio del Aeropuerto de La Coruña (municipio de Culleredo) (98 m s. n. m.) (Periodo de referencia: 1991-2020, extremos: 1971-presente) | Parámetros climáticos promedio de Observatorio del Aeropuerto de La Coruña (municipio de Culleredo) (98 m s. n. m.) (Periodo de referencia: 1991-2020, extremos: 1971-presente) | Parámetros climáticos promedio de Observatorio del Aeropuerto de La Coruña (municipio de Culleredo) (98 m s. n. m.) (Periodo de referencia: 1991-2020, extremos: 1971-presente) | Parámetros climáticos promedio de Observatorio del Aeropuerto de La Coruña (municipio de Culleredo) (98 m s. n. m.) (Periodo de referencia: 1991-2020, extremos: 1971-presente) | Parámetros climáticos promedio de Observatorio del Aeropuerto de La Coruña (municipio de Culleredo) (98 m s. n. m.) (Periodo de referencia: 1991-2020, extremos: 1971-presente) | Parámetros climáticos promedio de Observatorio del Aeropuerto de La Coruña (municipio de Culleredo) (98 m s. n. m.) (Periodo de referencia: 1991-2020, extremos: 1971-presente) | Parámetros climáticos promedio de Observatorio del Aeropuerto de La Coruña (municipio de Culleredo) (98 m s. n. m.) (Periodo de referencia: 1991-2020, extremos: 1971-presente) | Parámetros climáticos promedio de Observatorio del Aeropuerto de La Coruña (municipio de Culleredo) (98 m s. n. m.) (Periodo de referencia: 1991-2020, extremos: 1971-presente) | Parámetros climáticos promedio de Observatorio del Aeropuerto de La Coruña (municipio de Culleredo) (98 m s. n. m.) (Periodo de referencia: 1991-2020, extremos: 1971-presente) | Parámetros climáticos promedio de Observatorio del Aeropuerto de La Coruña (municipio de Culleredo) (98 m s. n. m.) (Periodo de referencia: 1991-2020, extremos: 1971-presente) | Parámetros climáticos promedio de Observatorio del Aeropuerto de La Coruña (municipio de Culleredo) (98 m s. n. m.) (Periodo de referencia: 1991-2020, extremos: 1971-presente) | Parámetros climáticos promedio de Observatorio del Aeropuerto de La Coruña (municipio de Culleredo) (98 m s. n. m.) (Periodo de referencia: 1991-2020, extremos: 1971-presente) | Parámetros climáticos promedio de Observatorio del Aeropuerto de La Coruña (municipio de Culleredo) (98 m s. n. m.) (Periodo de referencia: 1991-2020, extremos: 1971-presente) | Parámetros climáticos promedio de Observatorio del Aeropuerto de La Coruña (municipio de Culleredo) (98 m s. n. m.) (Periodo de referencia: 1991-2020, extremos: 1971-presente) |
| Mes | Ene. | Feb. | Mar. | Abr. | May. | Jun. | Jul. | Ago. | Sep. | Oct. | Nov. | Dic. | Anual |
| --- | --- | --- | --- | --- | --- | --- | --- | --- | --- | --- | --- | --- | --- |
| Temp. máx. abs. (°C) | 22.4 | 24.3 | 28.0 | 33.1 | 33.6 | 37.2 | 36.0 | 37.7 | 35.9 | 33.9 | 26.0 | 25.4 | 37.7 |
| Temp. máx. media (°C) | 13.3 | 13.9 | 15.9 | 17.0 | 19.2 | 21.5 | 23.2 | 23.9 | 22.6 | 19.6 | 15.8 | 14.0 | 18.3 |
| Temp. media (°C) | 9.6 | 9.7 | 11.3 | 12.5 | 14.8 | 17.2 | 19.0 | 19.3 | 17.9 | 15.3 | 12.0 | 10.3 | 14.1 |
| Temp. mín. media (°C) | 5.8 | 5.4 | 6.8 | 7.9 | 10.4 | 12.9 | 14.7 | 14.8 | 13.1 | 10.9 | 8.2 | 6.4 | 9.8 |
| Temp. mín. abs. (°C) | -4.8 | -4.3 | -3.3 | -1.0 | 0.6 | 3.4 | 5.8 | 5.2 | 3.0 | 0.6 | -4.0 | -4.7 | -4.8 |
| Precipitación total (mm) | 110 | 90 | 91 | 94 | 72 | 47 | 31 | 38 | 62 | 130 | 152 | 133 | 1061 |
| Días de precipitaciones (≥ 1 mm) | 13.4 | 10.9 | 11.9 | 12.7 | 10.2 | 6.5 | 5.3 | 5.7 | 8.0 | 12.9 | 15.0 | 14.2 | 126.6 |
| Días de nevadas (≥ 0.01 mm) | 0.1 | 0.1 | 0.0 | 0.0 | 0.0 | 0.0 | 0.0 | 0.0 | 0.0 | 0.0 | 0.0 | 0.0 | 0.2 |
| Horas de sol | 90 | 116 | 158 | 183 | 208 | 219 | 242 | 239 | 186 | 146 | 102 | 90 | 1972 |
| Humedad relativa (%) | 78 | 75 | 73 | 73 | 73 | 73 | 74 | 75 | 76 | 78 | 80 | 79 | 76 |
| Fuente: Agencia Estatal de Meteorología | | | | | | | | | | | | | |

Los récords climatológicos más destacados registrados en el observatorio del Aeropuerto de La Coruña desde 1971 son los siguientes: La temperatura máxima absoluta de 37,7 °C registrada el 12 de agosto de 2003, la temperatura mínima absoluta de -4,8 °C registrada el 7 de enero de 1985, la precipitación máxima en un día de 110.6 mm el 8 de marzo de 1999, y la máxima racha de viento de 135 km/h registrada el 14 de enero de 1973.

### Parroquias

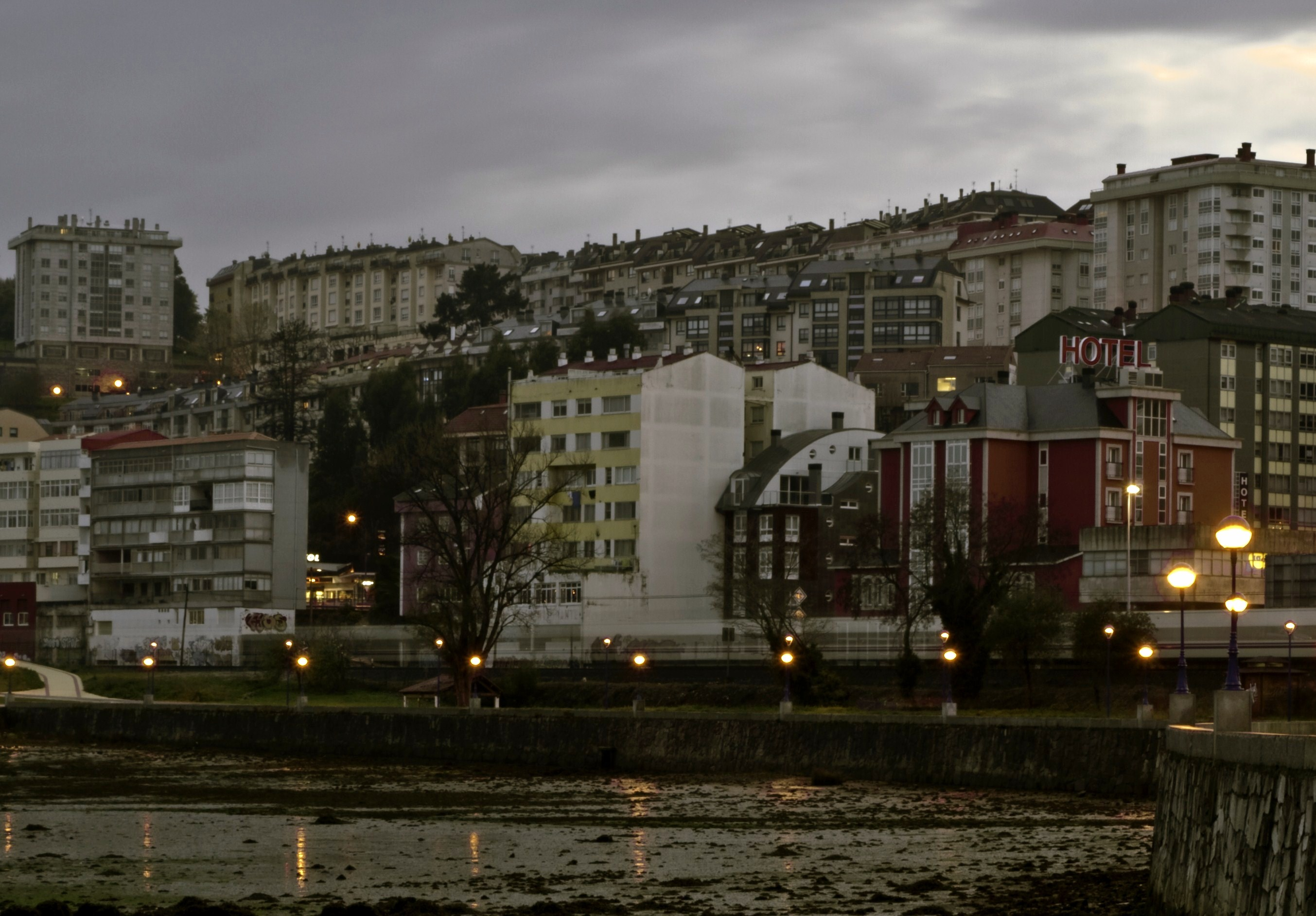
Fonteculler, parroquia de Rutis

Parroquias que forman parte del municipio:
- Almeiras (San Xián)
- Castelo (Santiago)
- Celas (Santa María)
- Culleredo (Santo Estevo)
- El Burgo[10]
- Ledoño (San Pedro)
- Orro (San Salvador)
- Rutis (Santa María)
- Sésamo (San Martiño)
- Sueiro (Santo Estevo)
- Veiga (San Silvestre)

### Comunicaciones

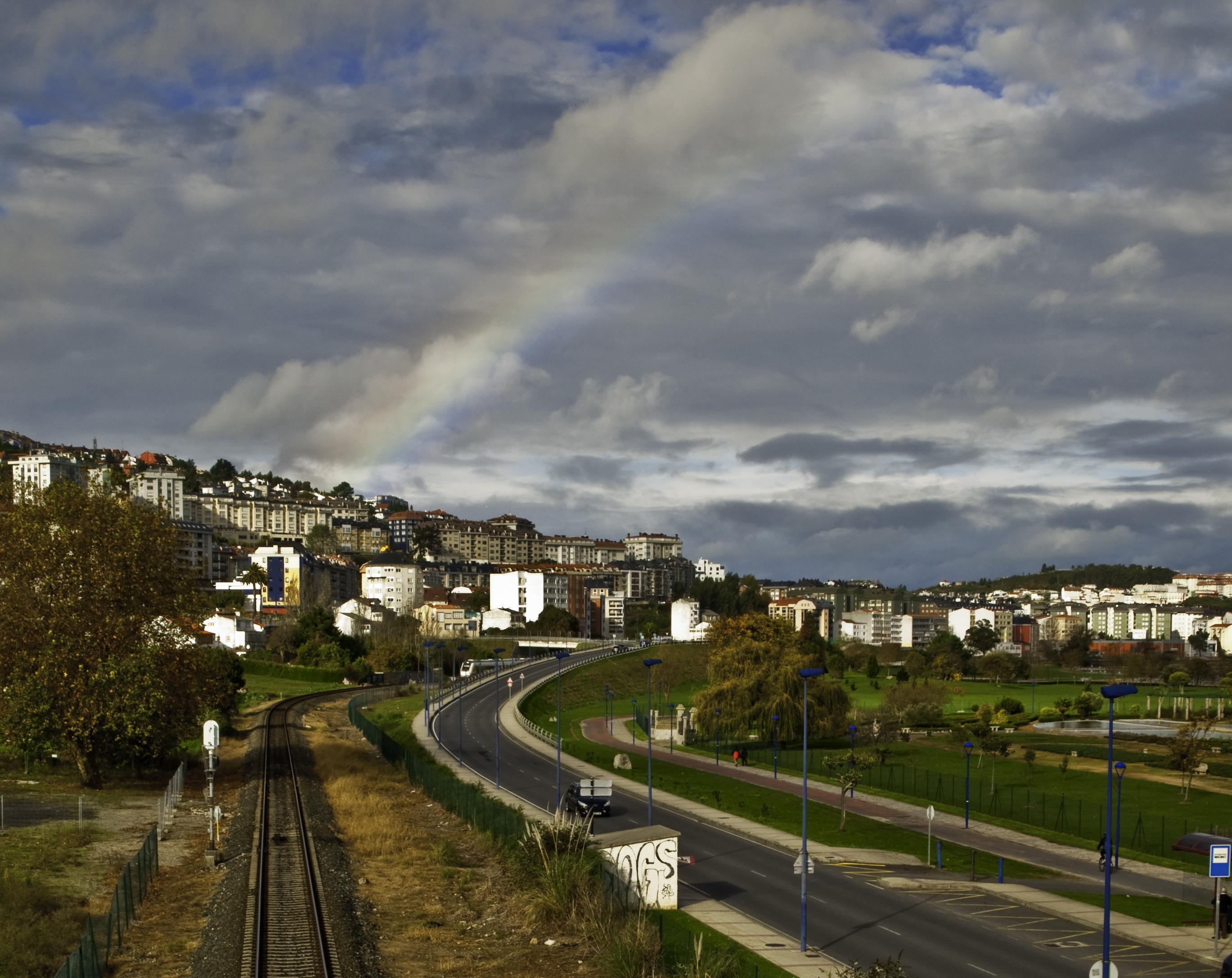
Fonteculler actualmente se ha convertido en una ciudad dormitorio

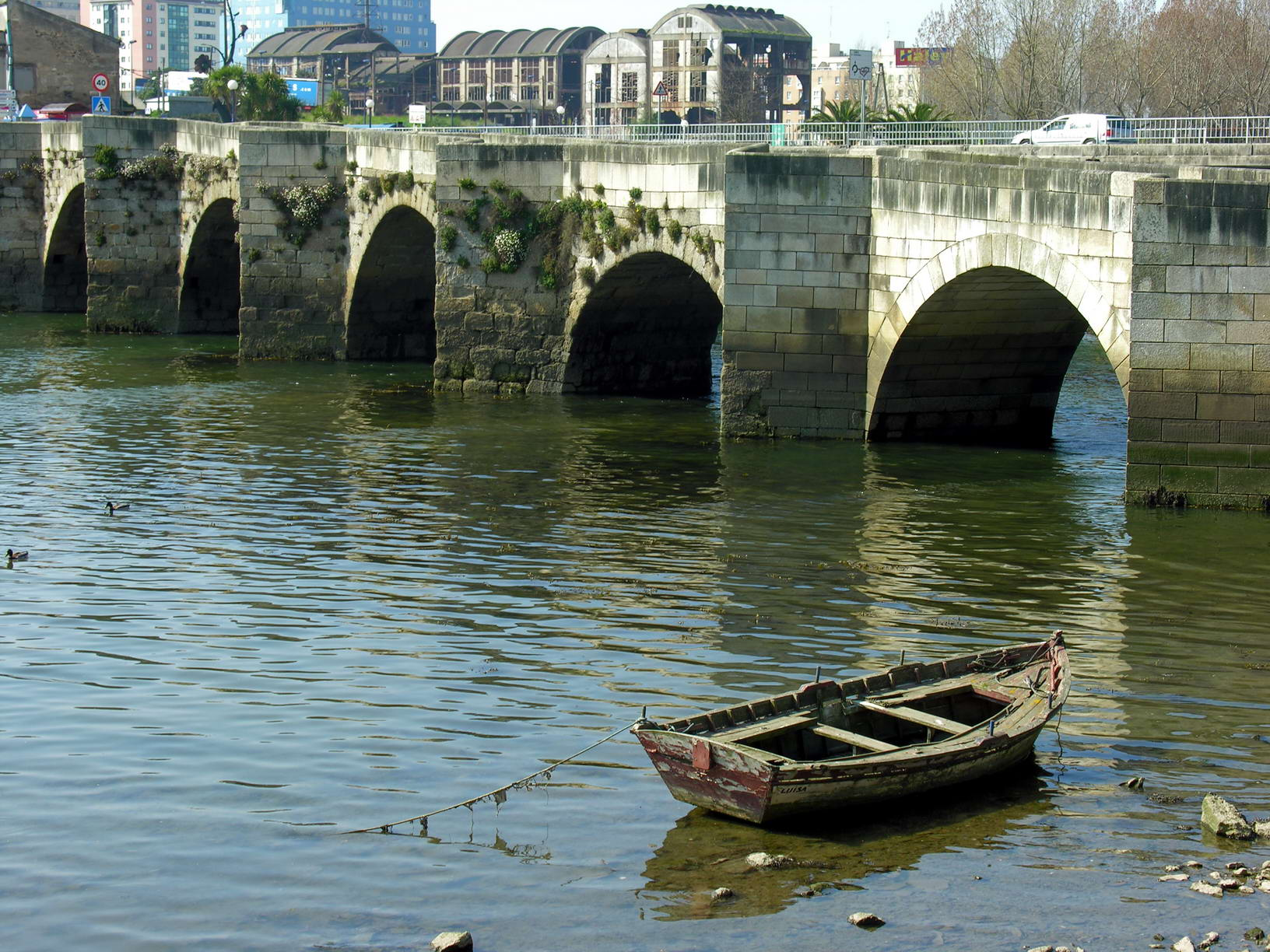
Puente medieval de O Burgo, entre Culleredo y Cambre

En cuanto a las comunicaciones, atraviesan el municipio las siguientes carreteras:
- AP-9 La Coruña-Santiago-Vigo-Portugal
- A-6 Madrid-La Coruña
- N-550 Santiago de Compostela-La Coruña
- AC-400 Muros-Ponte do Porco

También cruzan el municipio las líneas de tren a Santiago de Compostela, Madrid y Lugo. También se encuentra en este término municipal el aeropuerto de Alvedro.

## Demografía

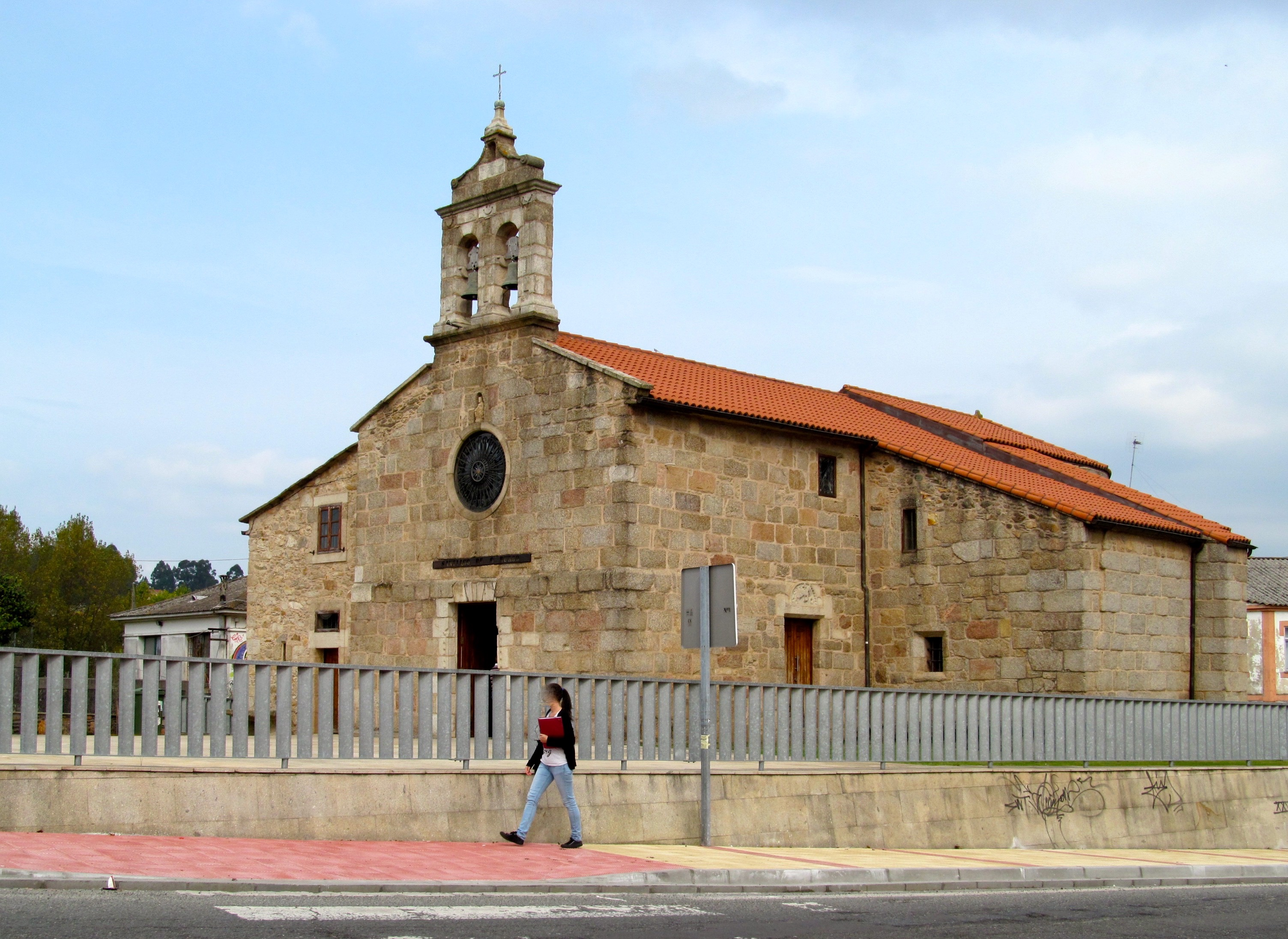
Iglesia de Santiago de estilo románico (siglos -)

Culleredo cuenta con una población de 31 085 habitantes (INE 2024).
| Gráfica de evolución demográfica de Culleredo entre 1842 y 2021                                                     |
| |
| Población de derecho según los censos de población del INE Población de hecho según los censos de población del INE |

## Economía

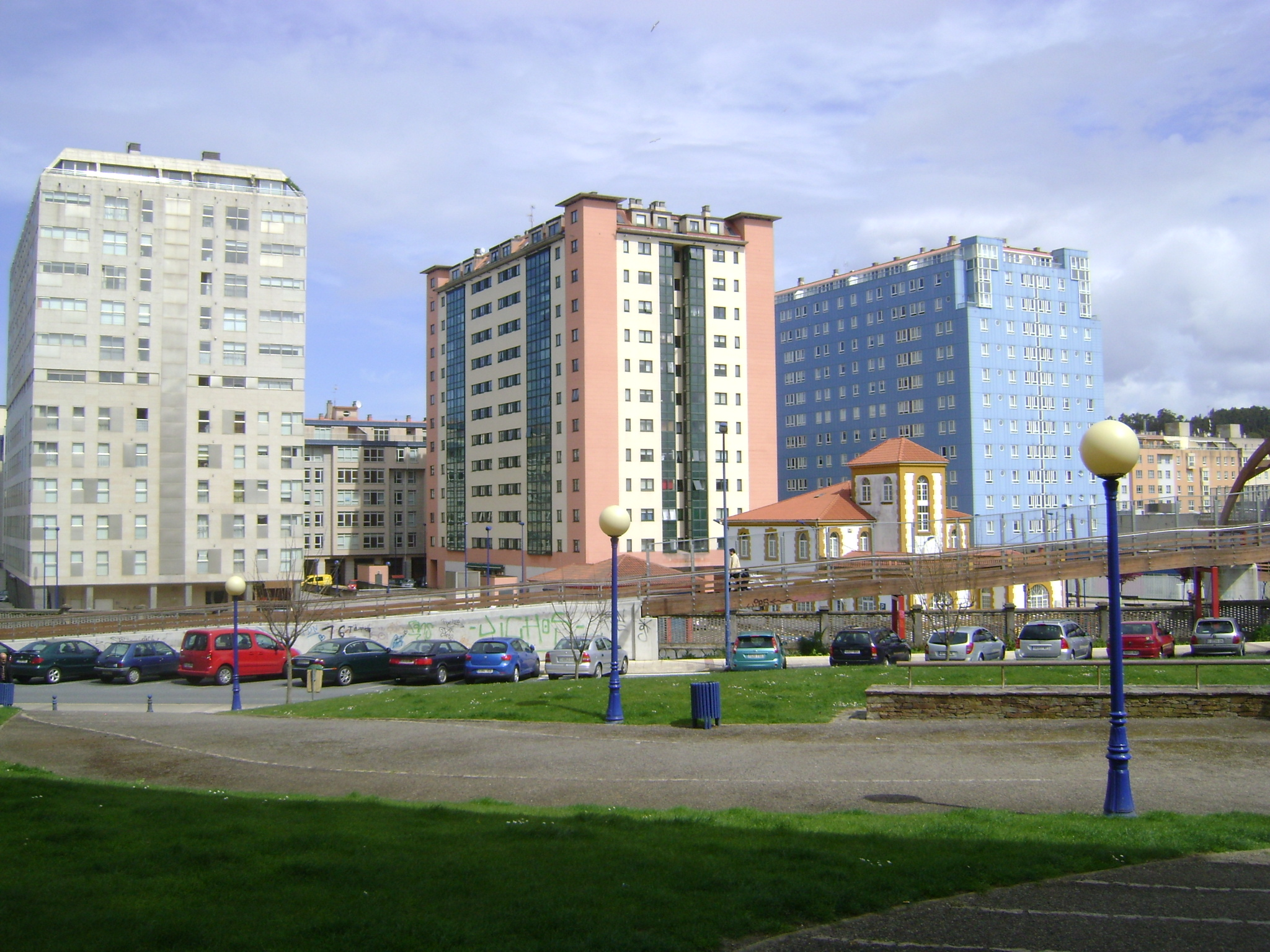
El Burgo es uno de los principales núcleos de población de Culleredo. El municipio se ha convertido en una de los principales municipios del área metropolitana de La Coruña. Muchos de sus vecinos realizan diariamente movimientos pendulares con respecto a la urbe

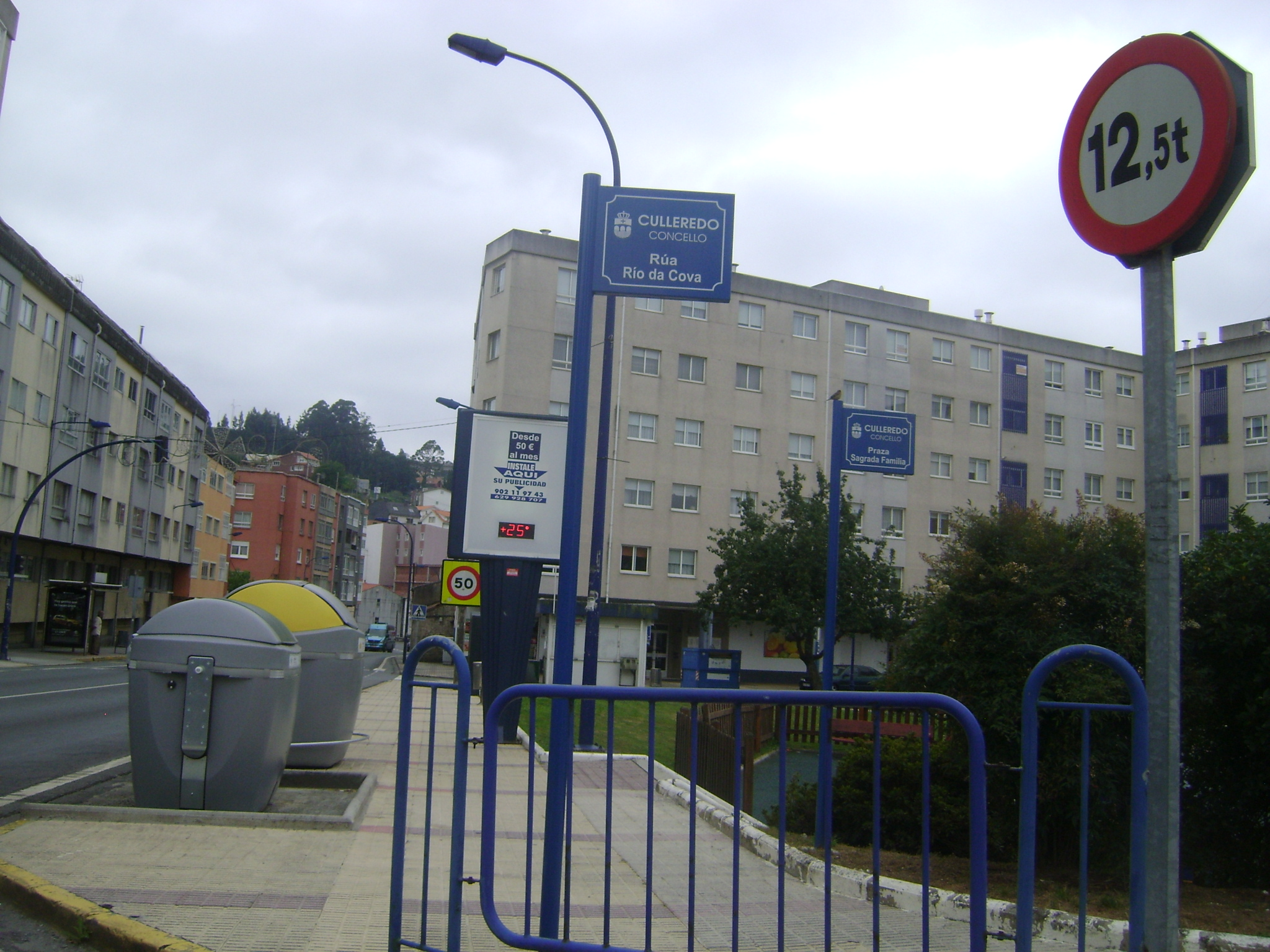
Vilaboa

Culleredo es un municipio fuertemente influido por su proximidad a La Coruña, lo que provoca que las parroquias limítrofes con la ciudad estén fuertemente urbanizadas, aportando la parroquia de Rutis 9500 habitantes y la de El Burgo unos 7000 aproximadamente a la población municipal. Estas parroquias están en su mayor parte habitadas por gente joven que desarrolla sus actividades profesionales en la ciudad o en los polígonos industriales de las afueras. En cambio las otras parroquias son semirrurales y la población está integrada por personas de mayor edad en proporción y en muchos más casos está dedicada al sector primario. Dentro de este segundo grupo de parroquias cabe distinguir dos grupos, el formado por Almeiras y Culleredo, fuertemente influido por la presencia del aeropuerto de Alvedro y del polígono industrial del mismo nombre, volcadas al sector secundario la primera y al institucional como capital del municipio (Tarrío) y al sector ganadero con "Ganaderías Paquito" a la cabeza la segunda. Por otro lado todas las demás se orientan hacia el sector primario, aunque también es importante la presencia en ellas de muchas segundas residencias de ciudadanos de La Coruña.

## Cultura

### Deporte
El Olímpico de Rutis, el Sporting Burgo, el Portazgo S.D., el A.D. Culleredo, y el UD Juvenil de Almeiras son los clubes de fútbol más destacados del municipio. Otro referente deportivo es el Club Baloncesto Culleredo, con una escuela de baloncesto. También el Balonman Culleredo, fundado en 1992.
En Culleredo también se encuentra la Escudería Vilaboa de Slot, un referente nacional en esta minoritaria disciplina (Scalextric).

### Monumentos y lugares de interés
Turísticamente este municipio tiene interesantes espacios y edificios:
- Edificios de la antigua fábrica de La Cros
- Museo etnográfico de Culleredo
- Aeropuerto de Alvedro
- Torre de Celas o Torre de Vinseira
- Jardín Botánico "Ría do Burgo"
- Pazo de Vilaboa
- Molinos de Acea de Ama
- Paseo marítimo de El Burgo
- Espacio natural protegido del Monte Xalo
- Iglesia de Santiago de El Burgo (siglo XII-XIII)
- Puente románico de El Burgo (reconstruido, escenario de un episodio de la guerra de la Independencia)
- Ermita de San Cosme de Sésamo (siglo XII)
- Iglesia de románica de Santo Estevo de Tarrío (siglo XIII)
- Estación de ferrocarril de Bregua
- Iglesia de Sta. María de Rutis (antigua) (siglo XVI)
- Diversos castros a lo largo de todo el término municipal.

Cuenta con diversas rutas organizadas por el ayuntamiento por todo el municipio, muchas veces temáticas. Cabe destacar entre estas las de los molinos, las de las fuentes y las de las panaderías.

## Leyendas
El pueblo es rico en leyendas como la de la fonte da virtude: un manantial "milagreiro" que cura el "mal de sombra", previo ritual nocturno. O la mano blanca de Almeiras, que "pide para los vivos".

## Administración y política
| Partido político                                | 2023  | 2023  | 2023       | 2019  | 2019  | 2019       | 2015  | 2015  | 2015       | 2011  | 2011  | 2011       | 2007  | 2007  | 2007       |
| Partido político                                | %     | Votos | Concejales | %     | Votos | Concejales | %     | Votos | Concejales | %     | Votos | Concejales | %     | Votos | Concejales |
| Partido dos Socialistas de Galicia (PSdeG-PSOE) | 34,77 | 4861  | 8          | 49,22 | 6954  | 12         | 36,17 | 4797  | 9          | 35,40 | 4684  | 8          | 39,70 | 5088  | 9          |
| Partido Popular de Galicia (PPdeG)              | 29,95 | 4187  | 7          | 14,98 | 2117  | 3          | 16,84 | 2233  | 4          | 22,99 | 3042  | 5          | 22,12 | 2835  | 5          |
| Bloque Nacionalista Galego (BNG)                | 20,64 | 2886  | 4          | 11,68 | 1651  | 3          | 7,44  | 987   | 1          | 12,30 | 1628  | 3          | 17,48 | 2241  | 3          |
| Alternativa dos Veciños (AV)                    | 10,66 | 1491  | 2          | 11,55 | 1632  | 3          | 13,94 | 1849  | 3          | —     | —     | —          | —     | —     | —          |
| Marea Veciñal de Culleredo (MVC)                | —     | —     | —          | 4,91  | 694   | 0          | 12,58 | 1668  | 3          | —     | —     | —          | —     | —     | —          |
| Cidadáns (Cs)                                   | —     | —     | —          | 4,72  | 667   | 0          | 5,93  | 786   | 1          | —     | —     | —          | —     | —     | —          |
| Agrupación Progresista de Culleredo (APdC)      | —     | —     | —          | —     | —     | —          | —     | —     | —          | 24,12 | 3191  | 5          | 17,92 | 2297  | 4          |

## Ciudades hermanadas
- Baler, Filipinas